# Ꙇ
Ne doit pas être confondu avec Iota grec, Iota latin ou yotta.
Pour les articles homonymes, voir Iota (homonymie).
Cette page contient des caractères spéciaux ou non latins. S’ils s’affichent mal (▯, ?, etc.), consultez la page d’aide Unicode.
Ꙇ (minuscule : ꙇ), appelé iota ou iota cyrillique, est une lettre additionnelle de l’alphabet cyrillique utilisée au XIXe siècle dans la translittération de l’alphabet glagolitique pour transcrire la lettre ijé initiale ‹ Ⰺ ⰺ › ou dans l’écriture du lituanien au XIXe siècle.
Sa graphie est basée sur la minuscule de la lettre iota grecque (ι).

## Utilisations

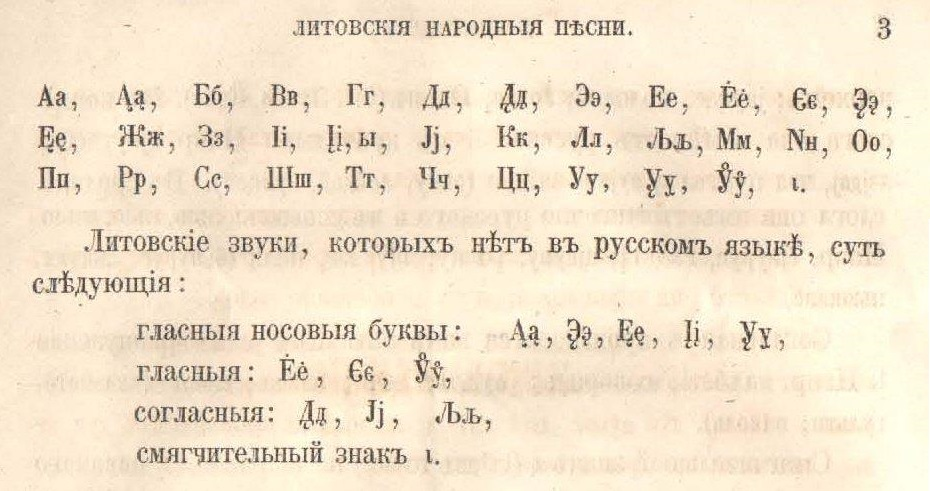
Alphabet cyrillique lituanien de Juška en 1867.

La lettre cyrillique iota ‹ ꙇ › a été utilisée dans l’écriture du lituanien, notamment dans l’orthographe de Juška, après la défaite de l’Insurrection de Janvier 1863 et l’interdiction de publier avec les lettres latines dans les documents officiels de 1864 à 1904.

## Représentations informatiques
Le iota peut être représenté avec les caractères Unicode suivants :
| formes    | représentations | chaînes de caractères | points de code | descriptions                     |
| --------- | --------------- | --------------------- | -------------- | -------------------------------- |
| capitale  | Ꙇ               | Ꙇ                     | U+A646         | lettre majuscule cyrillique iota |
| minuscule | ꙇ               | ꙇ                     | U+A647         | lettre minuscule cyrillique iota |

|             | Majuscule Ꙇ                      | Minuscule ꙇ                      |
| Unicode     | U+A646                           | U+A647                           |
| Nom Unicode | CYRILLIC CAPITAL LETTER IOTA     | CYRILLIC SMALL LETTER IOTA       |
| Description | Lettre iota majuscule cyrillique | Lettre iota minuscule cyrillique |
| Code HTML   | &#42566;                         | &#42567;                         |